# Hopkinton (Nou Hampshire)
Hopkinton és una població dels Estats Units a l'estat de Nou Hampshire. Segons el cens del 2000 tenia 5.399 habitants.

## Demografia
Segons el cens del 2000, Hopkinton tenia 5.399 habitants, 2.084 habitatges, i 1.544 famílies. La densitat de població era de 48,2 habitants per km².
Dels 2.084 habitatges en un 35,2% hi vivien nens de menys de 18 anys, en un 65,1% hi vivien parelles casades, en un 6,1% dones solteres, i en un 25,9% no eren unitats familiars. En el 20,3% dels habitatges hi vivien persones soles el 9,6% de les quals corresponia a persones de 65 anys o més que vivien soles. El nombre mitjà de persones vivint en cada habitatge era de 2,59 i el nombre mitjà de persones que vivien en cada família era de 3,01.
Per edats la població es repartia de la següent manera: un 26,5% tenia menys de 18 anys, un 4,2% entre 18 i 24, un 25,4% entre 25 i 44, un 30,5% de 45 a 60 i un 13,3% 65 anys o més.
L'edat mediana era de 42 anys. Per cada 100 dones de 18 o més anys hi havia 90,4 homes.
La renda mediana per habitatge era de 59.583$ i la renda mediana per família de 69.737$. Els homes tenien una renda mediana de 50.107$ mentre que les dones 28.974$. La renda per capita de la població era de 30.753$. Entorn del 0,7% de les famílies i l'1,8% de la població estaven per davall del llindar de pobresa.